# Parcours européen de la Section paloise
Le parcours européen de la Section paloise est l'histoire des participations de la Section paloise, équipe de rugby à XV de Pau, à la coupe d'Europe depuis 1997.
Les Palois ont parfois brillé au niveau européen depuis la création en 1996, puisqu'ils terminent demi-finalistes de la deuxième édition qu'ils disputent, la coupe d'Europe de rugby à XV 1997-1998, avant d'être finalistes à deux reprises de la « petite » coupe d'Europe (le challenge européen). Absent pendant dix saisons, le club retrouve l'Europe lors de la saison 2015-2016.

## Historique

### Avant 2006

#### 1995-1996
Le rugby à XV est l'un des derniers sports collectifs majeurs à se doter d'une compétition européenne interclubs en 1995.
Une première tentative, la Coupe d'Europe des clubs champions FIRA, avait été initiée par la FIRA-AER entre 1961 et 1967, mais n'ayant connu que quatre éditions qui ont vu le sacre du club français de l'AS Béziers, puis des clubs roumains de Grivita Rosie Bucarest et du Dinamo Bucarest.
La coupe d'Europe de rugby à XV a été créée en 1995 par le comité des cinq nations « afin de proposer un nouveau niveau de compétition professionnelle transfrontalière ». Douze équipes représentant l'Irlande, le pays de Galles, l'Italie, la Roumanie et la France, s'affrontent en quatre poules. Le premier de poule est qualifié pour les demi-finales. Les équipes anglaises et écossaises n'y participent pas. Côté français, sont présents les finalistes du championnat de France, le Stade toulousain et le Castres olympique, et le Club athlétique Bordeaux-Bègles Gironde, finaliste du Challenge Yves du Manoir. Au fil des rencontres, la compétition gagne en intérêt, le public se montre plus nombreux. Toulouse devient le premier champion en battant Cardiff RFC 21-18 après prolongations devant les 21 800 spectateurs de l'Arms Park. Ce club gallois a été créé en 1876, il se bâtit la réputation d'un des plus grands clubs de rugby au monde, notamment grâce à ses victoires face aux équipes de l'hémisphère sud en tournée dans les îles britanniques : la Nouvelle-Zélande, l'Afrique du Sud sont tombées au moins une fois à l'Arms Park, tandis que l'Australie n'a jamais réussi à vaincre en pas moins de six tentatives. Le match est intense et lance véritablement la coupe d'Europe.

#### 1996-1997
La Coupe d'Europe de rugby à XV 1996-1997 réunit des clubs irlandais, italiens, écossais, gallois, français et pour la première fois des clubs anglais. Du coup, le petit poucet de la première édition, le club roumain champion de la divizia A, disparaît de la compétition et est intégré au Challenge européen qui est disputé pour la première fois cette année-là.
Les formations s'affrontent dans une première phase de poules. Il y a quatre poules de cinq clubs qui se rencontrent tous une fois. Chaque club joue quatre matches (deux à la maison et deux à l'extérieur). Les deux premiers de chaque poule sont qualifiés pour la phase suivante. La suite de la compétition, à partir des quarts de finale, est par élimination directe jusqu'à la finale et la désignation du champion.
La Section paloise, demi-finaliste du championnat, est versée dans la poule D avec les Leicester Tigers, le Leinster, Llanelli RFC et les Scottish Borders. Le 12 octobre 1996, les Palois s'imposent 85-28 contre les Borders, avec treize essais réussis par les verts et blancs, dont quatre de Benjamin Lhande. Nicolas Brusque, David Dantiacq, David Aucagne, Frédéric Torossian, Thierry Cléda, tous futurs internationaux, font alors leurs débuts européens.
Le 19 octobre, au Stradey Park, les Béarnais s'inclinent 31-15 contre Llanelli. Stephen Jones, Frano Botica, Rupert Moon, Chris Wyatt jouent côté gallois. Une semaine plus tard, le 26 octobre au Stade du Hameau, la Section paloise est battue 14 à 19 ce qui permet aux Leicester Tigers de se qualifier. Pau perd 25-23 au Leinster pour le dernier match de poule en inscrivant trois essais contre un seul pour les Irlandais, qui ont par contre réussi six pénalités. L'équipe solide de Leicester (Rory Underwood, Austin Healey, Martin Johnson, Dean Richards) sera battue par le CA Brive 28-9 lors de la finale.
Coupe d'Europe :
|                 | Tour                          | Club            | Match | Club             |   |
| --------------- | ----------------------------- | --------------- | ----- | ---------------- | - |
| 12 octobre 1996 | Phase de poules, poule B : J1 | Section paloise | 85-28 | Scottish Borders | 1 |
| 19 octobre 1996 | Phase de poules, poule B : J3 | Llanelli RFC    | 31-15 | Section paloise  | 2 |
| 26 octobre 1996 | Phase de poules, poule B : J4 | Section paloise | 14-19 | Leicester Tigers | 3 |
| 2 novembre 1996 | Phase de poules, poule B : J5 | Leinster        | 25-23 | Section paloise  | 4 |

Classement de la poule B :
| Place | Club             | Pts | J | V | N | D | Pts + | Pts - | Essais + | Essais - | Diff. |
| 1er   | Leicester Tigers | 8   | 4 | 4 | 0 | 0 | 114   | 43    | 14       | 3        | +11   |
| 2e    | Llanelli RFC     | 4   | 4 | 2 | 0 | 2 | 97    | 81    | 9        | 9        | 0     |
| 3e    | Leinster         | 4   | 4 | 2 | 0 | 2 | 86    | 109   | 9        | 12       | -3    |
| 4e    | Section paloise  | 2   | 4 | 1 | 0 | 3 | 137   | 103   | 19       | 10       | +9    |
| 5e    | Scottish Borders | 2   | 4 | 1 | 0 | 3 | 80    | 178   | 7        | 24       | -17   |

#### 1997-1998
La saison 1997-1998 voit l'introduction des matchs aller et retour, ce qui permet à chaque équipe de disputer six matchs. Les équipes sont réparties en cinq poules de quatre clubs pour la première phase. À la fin de cette première phase, les équipes en tête de leur poule sont directement qualifiées pour les quarts de finale. Les seconds et le meilleur troisième s'affrontent en match de barrage pour l'attribution des quatre places restantes en quart. La Section paloise, quart-de-finaliste du championnat, a remporté le Challenge Yves du Manoir et est donc qualifiée. La Section paloise retrouve une connaissance en poule E, Llanelli RFC affronté en 1996-1997, et découvre le Benetton Trévise et l'équipe écossaise de Caledonia Rugby. Les verts et blancs l'emportent à l'extérieur chez les Italiens 19-18, avec la présence de Philippe Bernat-Salles, Jean-Michel Gonzales, qui ont rejoint Pau. Côté italien, on peut noter sur la feuille de match les noms de Francesco Mazzariol, Manuel Dallan, Denis Dallan, Alessandro Troncon, Carlo Checchinato. Le 13 septembre, au Stade du Hameau, les Béarnais s'imposent 44-12 contre Llanelli. Stephen Jones, Frano Botica, Rupert Moon, Chris Wyatt sont toujours là, mais ce sont Nicolas Brusque (deux essais), Nicolas Bacqué (deux essais), Philippe Bernat-Salles ou David Aucagne (quatorze points au pied) qui se mettent en évidence. Une nouvelle rencontre à domicile contre les Écossais est gagnée 50 à 8, Sébastien Fauqué, formé à Pau, fait ses débuts européens à vingt ans et il inscrit ses premiers points au pied. Les déplacements au pays de Galles et en Écosse sont mal négociés avec deux défaites 14-10 à Llanelli et 30-24 à Perth. Le match du rachat lors de la dernière journée voit un succès net 56-7 de la Section contre Trévise avec huit essais marqués contre un encaissé. La qualification directe est acquise. Le Leicester se qualifie en barrage et joue au stade du Hameau devant douze mille spectateurs contre la Section paloise de Nicolas Brusque, Philippe Bernat-Salles, David Dantiacq, David Aucagne, Frédéric Torossian, Jean-Michel Gonzales et Thierry Cléda. Les deux équipes se sont affrontées en 1996-1997, les Palois prennent leur revanche 35-18 en inscrivant quatre essais pour deux essais anglais de Neil Back et de Waisale Serevi. Les Palois seront battus en demi-finale par Bath qui devient champion d'Europe, mettant fin à la suprématie française par le plus petit des écarts (19-18).
Coupe d'Europe :
|                   | Tour                          | Club                   | Match | Club                   |    |
| ----------------- | ----------------------------- | ---------------------- | ----- | ---------------------- | -- |
| 6 septembre 1997  | Phase de poules, poule E : J1 | Benetton Rugby Trévise | 18-19 | Section paloise        | 5  |
| 13 septembre 1997 | Phase de poules, poule E : J2 | Section paloise        | 44-12 | Llanelli RFC           | 6  |
| 20 septembre 1997 | Phase de poules, poule E : J3 | Section paloise        | 50-8  | Caledonia Rugby        | 7  |
| 28 septembre 1997 | Phase de poules, poule E : J4 | Llanelli RFC           | 14-10 | Section paloise        | 8  |
| 5 octobre 1997    | Phase de poules, poule E : J5 | Caledonia Rugby        | 30-24 | Section paloise        | 9  |
| 11 octobre 1997   | Phase de poules, poule E : J6 | Section paloise        | 56-7  | Benetton Rugby Trévise | 10 |
| 9 novembre 1997   | Quart-de-finale               | Section paloise        | 35-18 | Leicester Tigers       | 11 |
| 20 décembre 1997  | Demi-finale                   | Bath Rugby             | 20-14 | Section paloise        | 12 |

Classement de la poule E :
| Place | Club                   | Pts | J | V | N | D | Pts + | Pts - | Essais + | Essais - | Diff. |
| 1er   | Section paloise        | 8   | 6 | 4 | 0 | 2 | 203   | 89    | 27       | 8        | +19   |
| 2e    | Llanelli RFC (bar)     | 8   | 6 | 4 | 0 | 2 | 144   | 142   | 15       | 18       | -3    |
| 3e    | Benetton Rugby Trévise | 4   | 6 | 2 | 0 | 4 | 146   | 162   | 18       | 19       | -1    |
| 4e    | Caledonia Rugby        | 4   | 6 | 2 | 0 | 4 | 89    | 189   | 8        | 23       | -15   |

#### 1998-1999
La saison 1998-1999 voit le Challenge européen changer de formule à la suite de l'absence des Anglais. Le Challenge européen 1998-1999 réunit des clubs italiens (deux), irlandais (un), gallois (quatre), roumains (un) et français (onze), ainsi que les équipes nationales de l'Espagne et du Portugal. Trois poules de sept équipes sont formées, les deux premiers de chaque poule et les deux meilleurs troisièmes sont qualifiés pour les quarts de finale. Chaque équipe ne rencontre qu'une seule fois un adversaire.
Challenge européen :
|                   | Tour                          | Club            | Match | Club               |    |
| ----------------- | ----------------------------- | --------------- | ----- | ------------------ | -- |
| 19 septembre 1998 | Phase de poules, poule 3 : J1 | Bucarest Rugby  | 22-31 | Section paloise    | 13 |
| 25 septembre 1998 | Phase de poules, poule 3 : J2 | Section paloise | 37-3  | Biarritz olympique | 14 |
| 7 octobre 1998    | Phase de poules, poule 3 : J3 | CA Brive        | 26-9  | Section paloise    | 15 |
| 10 octobre 1998   | Phase de poules, poule 3 : J4 | Section paloise | 45-21 | Bridgend RFC       | 16 |
| 17 octobre 1998   | Phase de poules, poule 3 : J5 | SU Agen         | 15-11 | Section paloise    | 17 |
| 31 octobre 1998   | Phase de poules, poule 3 : J6 | Section paloise | 78-0  | Portugal           | 18 |
| 13 décembre 1998  | Quart-de-finale               | RC Narbonne     | 30-13 | Section paloise    | 19 |

Classement de la poule 3 :
| Place | Club            | Pts | J | V | N | D | Pts + | Pts - |
| 1     | CA Brive        | 10  | 6 | 5 | 0 | 1 | 241   | 102   |
| 2     | SU Agen         | 8   | 6 | 4 | 0 | 2 | 231   | 93    |
| 3     | Pau             | 8   | 6 | 4 | 0 | 2 | 211   | 87    |
| 4     | Biarritz        | 8   | 6 | 4 | 0 | 2 | 187   | 124   |
| 5     | Bridgend        | 2   | 6 | 1 | 0 | 5 | 158   | 206   |
| 6     | Dinamo Bucarest | 2   | 6 | 1 | 0 | 5 | 131   | 246   |
| 7     | Portugal        | 0   | 6 | 0 | 0 | 6 | 73    | 374   |

SU Agen termine devant Pau et Biarritz pour avoir marqué le plus d'essais dans les confrontations directes. Avec la même règle, Pau finit devant Biarritz.

Le quart de finale se tient le 12 décembre 1998 au Parc des sports et de l'amitié du RC Narbonne, la Section perd sur le score de 30 à 13.

#### 1999-2000
Pour l'édition 1999-2000, le Challenge européen retrouve les Anglais. La formule de poules de quatre équipes est reconduite, les premiers de chaque poule et le meilleur deuxième sont qualifiés pour les quarts de finale. Chaque équipe rencontre en matchs aller-retour un adversaire de poule.
Challenge européen :
|                  | Tour                          | Club            | Match | Club              |    |
| ---------------- | ----------------------------- | --------------- | ----- | ----------------- | -- |
| 20 novembre 1999 | Phase de poules, poule 3 : J1 | Caerphilly RFC  | 21-33 | Section paloise   | 20 |
| 27 novembre 1999 | Phase de poules, poule 3 : J2 | Section paloise | 30-12 | Sale Sharks       | 21 |
| 11 décembre 1999 | Phase de poules, poule 3 : J3 | USA Perpignan   | 18-13 | Section paloise   | 22 |
| 18 décembre 1999 | Phase de poules, poule 3 : J4 | Section paloise | 28-16 | USA Perpignan     | 23 |
| 8 janvier 2000   | Phase de poules, poule 3 : J5 | Sale Sharks     | 35-53 | Section paloise   | 24 |
| 15 janvier 2000  | Phase de poules, poule 3 : J6 | Section paloise | 72-12 | Caerphilly RFC    | 25 |
| 15 avril 2000    | Quart-de-finale               | Section paloise | 36-20 | Newcastle Falcons | 26 |
| 5 mai 2000       | Demi-finale                   | Section paloise | 40-30 | Bristol Shoguns   | 27 |
| 28 mai 2000      | Finale                        | Section paloise | 34-21 | Castres olympique | 28 |

Classement de la poule 3 :
| Place | Club                      | Pts | J | V | N | D | Pts + | Pts - |
| 1     | Pau France                | 10  | 6 | 5 | 0 | 1 | 229   | 114   |
| 2     | USA Perpignan France      | 10  | 6 | 5 | 0 | 1 | 200   | 104   |
| 3     | Sale Sharks Angleterre    | 4   | 6 | 2 | 0 | 4 | 168   | 181   |
| 4     | Caerphilly Pays de Galles | 0   | 6 | 0 | 0 | 6 | 81    | 279   |

Pau finit devant pour avoir marqué plus d'essais que l'USA Perpignan dans leurs confrontations directes.

#### 2000-2001
La Section paloise, demi-finaliste du championnat, se qualifie pour la Coupe d'Europe de rugby à XV 2000-2001, la troisième et dernière campagne européenne de Pau dans la « grande » Coupe d'Europe; les verts et blancs retrouvent une troisième fois l'équipe des Leicester Tigers. Les Glasgow Warriors et Pontypridd RFC complètent la poule. Le premier match oppose Leicester à Pau en Angleterre. Damien Traille et Imanol Harinordoquy font leurs débuts dans la grande Coupe d'Europe. La défaite est lourde 46-18, avec quatre essais et vingt-trois points au pied de Tim Stimpson. Damien Traille, Pascal Bomati inscrivent un essai chacun, le capitaine David Aucagne ajoute huit points au pied. Les internationaux Marc Dal Maso, Al Charron, Lionel Mallier, Philippe Carbonneau, ont rejoint Pau et disputent leur premier match européen en vert et blanc. Pour la deuxième journée, Pau reçoit les Gallois de Pontypridd, avec les internationaux Sonny Parker, Brent Cockbain, Robert Sidoli, Richard Parks, Michael Owen. Le match est remporté 12 à 9,, avec douze points au pied de David Aucagne, pour trois pénalités de Lee Jarvis, côté gallois. La Section paloise se déplace en Écosse et remporte une probante victoire 46-24, avec six essais, dont un doublé de l'arrière David Arrieta. Au match retour, la physionomie de la rencontre est identique avec six essais des verts et blancs, dont un doublé de Pascal Bomati, pour une victoire finale 44-16.
Le 13 janvier 2001, Leicester l'emporte 20 à 3 à Pau,, performance qui lui permet de se qualifier pour les phases finales. Pau doit l'emporter à Pontypridd pour espérer se qualifier. Lee Jarvis inscrit cinq pénalités et Pontypridd mène 27-19 avant que la Section paloise n'inscrive deux essais dans les dernières minutes pour l'emporter 31-27, en inscrivant finalement cinq essais par David Arrieta, Pierre Triep-Capdeville, Pascal Bomati (2) et Nicolas Brusque,. Les verts et blancs peuvent disputer les phases finales, ils affrontent le Stade français Paris pour un duel franco-français. Le budget des deux clubs n'est pas le même, Paris compte dans ses rangs les internationaux Christophe Dominici, Diego Dominguez, Sylvain Marconnet, Pieter de Villiers, David Auradou entre autres. Le match est remporté par les Parisiens 36-19,.
Coupe d'Europe :
|                 | Tour                          | Club                 | Match | Club             |    |
| --------------- | ----------------------------- | -------------------- | ----- | ---------------- | -- |
| 7 octobre 2000  | Phase de poules, poule 6 : J1 | Leicester Tigers     | 46-18 | Section paloise  | 29 |
| 14 octobre 2000 | Phase de poules, poule 6 : J2 | Section paloise      | 12-9  | Pontypridd RFC   | 30 |
| 22 octobre 2000 | Phase de poules, poule 6 : J3 | Glasgow Warriors     | 24-26 | Section paloise  | 31 |
| 28 octobre 2000 | Phase de poules, poule 6 : J4 | Section paloise      | 40-16 | Glasgow Warriors | 32 |
| 13 janvier 2001 | Phase de poules, poule 6 : J5 | Section paloise      | 3-20  | Leicester Tigers | 33 |
| 21 janvier 2001 | Phase de poules, poule 6 : J6 | Pontypridd RFC       | 27-31 | Section paloise  | 34 |
| 27 janvier 2001 | Quart-de-finale               | Stade français Paris | 36-19 | Section paloise  | 35 |

Classement de la poule 6 :
| Place | Club             | Pts | J | V | N | D | Pts + | Pts - | Essais + | Essais - | Diff. |
| 1er   | Leicester Tigers | 10  | 6 | 5 | 0 | 1 | 178   | 105   | 15       | 9        | +6    |
| 2e    | Section paloise  | 8   | 6 | 4 | 0 | 2 | 154   | 142   | 19       | 10       | +9    |
| 3e    | Pontypridd RFC   | 4   | 6 | 2 | 0 | 4 | 136   | 131   | 9        | 12       | -3    |
| 4e    | Glasgow Warriors | 2   | 6 | 1 | 0 | 5 | 137   | 227   | 12       | 24       | -12   |

#### 2001-2002
La Section paloise dispute le Challenge européen 2001-2002. La formule de huit poules de quatre équipes est en place, les premiers de chaque poule sont qualifiés pour les quarts de finale. Chaque équipe rencontre en matchs aller-retour un adversaire de poule. Pau est confronté en poule 2 à Colomiers, Petrarca Rugby et à l'UC Madrid.
Les verts et blancs se qualifient et peuvent disputer les phases finales, ils affrontent les London Irish. Les exilés comptent dans leurs rangs Paul Sackey, Pau aligne Damien Traille, Pascal Bomati, Philippe Carbonneau, David Laperne, Thierry Cléda, Imanol Harinordoquy. Le match est remporté par les Anglais 38-9.
Challenge européen :
|                         | Tour                          | Club            | Match | Club            |    |
| ----------------------- | ----------------------------- | --------------- | ----- | --------------- | -- |
| 29 ou 30 septembre 2001 | Phase de poules, poule 2 : J1 | Section paloise | 35-0  | Petrarca Padoue | 36 |
| 6 octobre 2001          | Phase de poules, poule 2 : J2 | US Colomiers    | 12-18 | Section paloise | 37 |
| 27 octobre 2001         | Phase de poules, poule 2 : J3 | Section paloise | 66-10 | UC Madrid       | 38 |
| 3 ou 4 novembre 2001    | Phase de poules, poule 2 : J4 | UC Madrid       | 10-30 | Section paloise | 39 |
| 5 janvier 2002          | Phase de poules, poule 2 : J5 | Section paloise | 40-12 | US Colomiers    | 40 |
| 12 janvier 2002         | Phase de poules, poule 2 : J6 | Petrarca Padoue | 19-28 | Section paloise | 41 |
| 26 janvier 2002         | Quart-de-finale               | Section paloise | 9-38  | London Irish    | 42 |

Classement de la poule 2 :
|                       | MJ | V | N | D | PP  | PC  | Pts |
| --------------------- | -- | - | - | - | --- | --- | --- |
| Pau France            | 6  | 6 | 0 | 0 | 217 | 63  | 12  |
| Colomiers France      | 6  | 4 | 0 | 2 | 259 | 105 | 8   |
| Petrarca Rugby Italie | 6  | 2 | 0 | 4 | 114 | 223 | 4   |
| UC Madrid Espagne     | 6  | 0 | 0 | 6 | 90  | 289 | 0   |

## Bilan

### Général
| Saison  | Compétition        | M.J. | Vic. | Nuls | Déf. | Poules            | M.J. | Pts. | Vic. | Nuls | Déf. | Phases finales        | M.J. | Vic. | Nuls | Déf. |
| 2018-19 | -                  | -    | -    | -    | -    | -                 | -    | -    | -    | -    | -    | -                     | -    | -    | -    | -    |
| 2017-18 | Challenge européen | 6    | 6    | 0    | 0    | 1er de la poule 3 | -    | -    | -    | -    | -    | -                     | -    | -    | -    | -    |
| 2016-17 | Challenge européen | 6    | 0    | 0    | 6    | 4e de la poule 4  | -    | -    | -    | -    | -    | Eliminé               | -    | -    | -    | -    |
| 2015-16 | Challenge européen | 6    | 0    | 0    | 6    | 4e de la poule 2  | -    | -    | -    | -    | -    | Eliminé               | -    | -    | -    | -    |
| 2005-06 | Challenge européen | 6    | 2    | 0    | 4    | 3e de la poule 2  | 6    | 11   | 2    | 0    | 4    | Eliminé               | -    | -    | -    | -    |
| 2004-05 | Challenge européen | 9    | 5    | 0    | 4    | Pas de poule      | -    | -    | -    | -    | -    | Finaliste             | 9    | 5    | 0    | 4    |
| 2003-04 | Challenge européen | 4    | 3    | 0    | 1    | Pas de poule      | -    | -    | -    | -    | -    | Huitième de finaliste | 4    | 3    | 0    | 1    |
| 2002-03 | Bouclier européen  | 6    | 3    | 0    | 3    | Pas de poule      | -    | -    | -    | -    | -    | Demi finaliste        | 6    | 3    | 0    | 3    |
| 2002-03 | Challenge européen | 2    | 1    | 0    | 1    | Pas de poule      | -    | -    | -    | -    | -    | Seizième de finaliste | 2    | 1    | 0    | 1    |
| 2001-02 | Challenge européen | 7    | 6    | 0    | 1    | 1er de la poule 2 | 6    | 12   | 6    | 0    | 0    | Quart de finaliste    | 1    | 0    | 0    | 1    |
| 2000-01 | Coupe d'Europe     | 7    | 4    | 0    | 3    | 2e de la poule 6  | 6    | 8    | 4    | 0    | 2    | Quart de finaliste    | 1    | 0    | 0    | 1    |
| 1999-00 | Challenge européen | 9    | 8    | 0    | 1    | 1er de la poule 3 | 6    | 10   | 5    | 0    | 1    | Vainqueur             | 3    | 3    | 0    | 0    |
| 1998-99 | Challenge européen | 7    | 4    | 0    | 3    | 3e de la poule 3  | 6    | 8    | 4    | 0    | 2    | Quart de finaliste    | 1    | 0    | 0    | 1    |
| 1997-98 | Coupe d'Europe     | 8    | 5    | 0    | 3    | 1er de la poule E | 6    | 8    | 4    | 0    | 2    | Demi finaliste        | 2    | 1    | 0    | 1    |
| 1996-97 | Coupe d'Europe     | 4    | 1    | 0    | 3    | 4e de la poule B  | 4    | 2    | 1    | 0    | 3    | Eliminé               | -    | -    | -    | -    |
| 1995-96 | Coupe d'Europe     | -    | -    | -    | -    | Non qualifié      | -    | -    | -    | -    | -    | Non engagé            | -    | -    | -    | -    |

Mise à jour après la finale de l'édition 2016-2017.

Sources: Site officiel de l'erc

### Meilleures performances
| Date de la finale | Vainqueur              | Finaliste                | Score | Lieu de la finale                | Spectateurs |
| 27 mai 2000 1     | Section paloise France | Castres olympique France | 34-21 | Stade des Sept Deniers, Toulouse | 6.000       |
| 21 mai 2005       | Sale Sharks Angleterre | Section paloise France   | 27-3  | The Kassam Stadium               | 7.230       |

1 La compétition s'appelait Bouclier Européen à cette date.